# André Nitze
André Nitze (* 26. Juni 1987 in Dessau-Roßlau) ist ein deutscher Professor für Wirtschaftsinformatik und IT-Berater.

## Leben und Arbeit
André Nitze studierte Wirtschaftsinformatik an der Hochschule Harz und der Technischen Hochschule Brandenburg. Er arbeitete als Forschungsassistent an der Hochschule für Wirtschaft und Recht Berlin und als Dozent für die Verwaltungs- und Wirtschaftsakademie Potsdam. Er hat 2018 mit der Entwicklung eines Prozessmodells zur konstruktiven Software-Qualitätssicherung an der Otto-von-Guericke-Universität Magdeburg promoviert. Sein wissenschaftliches Werk umfasst drei Bücher und über 40 Beiträge in internationalen Fachzeitschriften in den Bereichen Software-Technik, Integration (Software) und Software-Architektur.
Von 2017 bis 2020 arbeitete er als Software-Architekt im Bereich Big Data und Maschinelles Lernen. Im Jahr 2020 nahm er im Alter von 33 Jahren einen Ruf an die Technische Hochschule Brandenburg an. Dort forscht und lehrt er im Studiengang Wirtschaftsinformatik im Schwerpunkt Technologien und Anwendungen des Internet of Things.

## Veröffentlichungen (Auswahl)
- A. Nitze: Entwicklung eines prozessorientierten Modells zur konstruktiven Qualitätssicherung mobiler Unternehmens-Applikationen. Dissertationsschrift. Shaker-Verlag, Aachen 2018, ISBN 978-3-8440-6275-5.
- A. Schmietendorf, A. Nitze: Cloud-Lösungen für KMUs als Grundlage einer erfolgreichen Digitalisierungstrategie. In: H.-E. Reimers (Hrsg.): Proceedings 11. Wismarer Wirtschaftsinformatiktage (WIWITA 2018). Hochschule Wismar, 2018, S. 57–68.
- A. Nitze, A. Schmietendorf, K. Nadobny, M. Kunisch: Deutscher Mittelstand auf Wolke 7? – Cloud Computing in kleineren und mittleren Unternehmen 2015 und 2017. 2018.[3]
- A. Nitze, A. Schmietendorf: Qualitative und quantitative Bewertungsaspekte bei der agilen Softwareentwicklung plattformübergreifender mobiler Applikationen. Logos-Verlag, Berlin 2014, ISBN 978-3-8325-3774-6.